# Ivan Baša
Ivan Baša (madž. Bassa Iván), slovenski rimskokatoliški duhovnik, pisatelj, dekan Lendave in prekmurski politični voditelj, * 11. april 1875, Beltinci, † 13. februar 1931, Bogojina.

## Življenje in delo
Rodil se je v Beltincih, na Ogrskem, kot otrok kmeta Jožefa Baše st. in Ane Vučko. Brat Jožef Baša je bil pesnik in novinar. 
Sveto mašniško posvečenje je prejel 16. julija 1898. Kaplanoval je pri Svetem Martinu (danes St. Martin an der Raab, Gradiščanska, Avstrija), pri Svetem Juriju v Rogaševcih (1898-1902) in v Rohunacu (danes Rechnitz, Gradiščanska) med gradiščanskimi Hrvati (1902-1905). Župnikoval je v Újhegyu do leta 1908, nato v Bogojini. Leta 1924 je zaprosil arhitekta Jožeta Plečnika, da bi naredil načrt za novo cerkev v Bogojini. 
Po prvi svetovni vojni se je bojeval za prekmurske katoliške šole in avtonomijo Slovenske krajine ne le na Madžarskem, marveč tudi v Kraljevini Srbov, Hrvatov in Slovencev (glej Bogojinska resolucija). Navezal je stike z Jožefom Sakovičem v Slovenskem Porabju.

## Dela
- Katolicsanszki katekizmus za solare III.-V. razreda. Budapest. Od Drüzsbe szvétoga Stevana (szlovén kis katekizmus), 1909.
- Katolicsanszki katekizmus za solare III.-V. razreda. Drügi natisz. Budapest. Od Drüzsbe szvétoga Stevana, 1913.
- Katoličanski katekizmus. Tretji natis. Z odobrenjem lavantinskega škofijskega ordinariata z dne 16. januarja 1926, št. 108. Maribor, 1926.
- Katolicsanszki katekizmus za solare III.-VI. razreda. Tretji natisz. Budapest. Od Drüzsbe szvetoga Stevana. 1943. Stephaneum nyomda Budapest, (1943).